# Drapetes nigripennis
Drapetes nigripennis là một loài bọ cánh cứng trong họ Elateridae. Loài này được DuVal miêu tả khoa học năm 1856.